# Gousse
Gousse település Franciaországban, Landes megyében. Lakosainak száma 276 fő (2022. január 1.). Gousse Louer, Pontonx-sur-l’Adour, Préchacq-les-Bains és Saint-Jean-de-Lier községekkel határos.

## Népesség
A település népességének változása:
| Lakosok száma | 163  | 140  | 137  | 226  | 314  | 321  | 312  | 289  | 287  | 276  |
|               | 1968 | 1982 | 1990 | 2006 | 2013 | 2015 | 2017 | 2019 | 2020 | 2022 |